# آيت عصو (الصميعة)
آيت عصو هي إحدى مشيخات المملكة المغربية، تتبع جغرافيا لإقليم تازة وإداريًا لالصميعة. يقدر عدد سكانها بـ 2824 نسمة حسب الإحصاء الرسمي للسكان والسكنى لسنة 2004.